# Preben De Man
Preben De Man (* 27. September 1996 in Dendermonde) ist ein belgischer Fußballspieler auf der Position eines Mittelfeldspielers. Seit Sommer 2015 steht er im Aufgebot des belgischen Drittligisten Eendracht Aalst; er ist mehrfacher belgischer Nachwuchsnationalspieler.

## Vereinskarriere

### Karrierebeginn und erster Profieinsatz
De Man wurde im Jahre 1996 in der Gemeinde Dendermonde in Ostflandern geboren und begann seine Karriere als Fußballspieler nur wenige Kilometer nördlich in Hamme beim dortigen VW Hamme. Nachdem er dort diverse Jugendspielklassen durchlaufen hatte, kam er über den Nachwuchs des heute in dieser Form nicht mehr existierenden KSK Beveren in die Jugendabteilung von Sporting Lokeren. Im ebenfalls nur wenige Kilometer von seinem Geburtsort entfernten Lokeren absolvierte De Man eine erfolgreiche Jugendzeit und wurde unter anderem belgischer Nachwuchsnationalspieler. An seinem 16. Geburtstag unterschrieb der ausgebildete linke Mittelfeldakteur und Flügelspieler im Beisein seiner Eltern einen auf drei Jahre datierten Profivertrag beim damaligen belgischen Zweitligisten.
Nachdem der Nachwuchsspieler anfangs noch in seiner Alterskategorie als einer der vielversprechendsten Akteure galt, blieben Einsätze in der Profimannschaft in den Folgejahren nahezu völlig aus. In der Meisterschaftsrunde der Saison 2012/13 saß De Man erstmals auf der Ersatzbank des amtierenden belgischen Pokalsiegers. Nach mehreren Spielen auf der Ersatzbank wurde er am 19. Mai 2013 beim letzten Rundenspiel, einer 3:4-Niederlage gegen Standard Lüttich, von Trainer Peter Maes in der 69. Spielminute für den Spanier Walter Fernández eingewechselt. Mit der Mannschaft beendete er die Saison auf dem sechsten Platz, wobei das Team das einzige der Meisterschaftsrunde war, das danach nicht an einem europäischen Folgebewerb teilnahm.
Die Spielzeit 2013/14 verbrachte das Mittelfeldtalent beinahe ausschließlich im Nachwuchs und saß nur zum Ende der regulären Saison in einigen Partien auf der Ersatzbank, konnte aber keinen Meisterschaftseinsatz verzeichnen. Die Mannschaft erreichte in der anschließenden Meisterschaftsrunde nach der regulären Saison den fünften von sechs Plätzen. Auch im belgischen Fußballpokal der Saison 2013/14, den das Team nach einem 1:0-Finalsieg über SV Zulte Waregem zum zweiten Mal nach 2012 für sich entschied, brachte es De Man zu keinem Einsatz. 2014/15 wurde er für kein Ligaspiel nominiert und war auch bei der Europa-League-Teilnahme seiner Mannschaft nicht im Profiaufgebot. Auch als das Team in den Play-offs als Sieger der Gruppe B hervorging, aber in den beiden Finalspielen um die Teilnahme am anschließenden Europa-League-Playoff knapp gegen den KV Mechelen unterlag, konnte sich De Man nicht beteiligen. Das einzige Mal, dass er in dieser Saison auf der Ersatzbank der Profimannschaft saß, war am 21. Januar 2014, bei der 0:1-Rückspielniederlage und dem gleichzeitigen Ausscheiden im Viertelfinale des belgischen Fußballpokals 2014/15.

### Wechsel zu Eendracht Aalst
Nachdem sein im Sommer 2015 auslaufender Vertrag nicht mehr verlängert worden war, musste sich De Man auf Vereinssuche begegnen, wobei er mit Ende Juli 2015 mit Eendracht Aalst einen neuen Arbeitgeber fand. Eendracht Aalst hatte noch 2014/15 in der belgischen Zweitklassigkeit gespielt, bekam jedoch wie vier andere Zweitligavereine vom Lizenzkomitee des belgischen Fußballverbandes keine neue Lizenz für die anstehende Saison. Nachdem alle fünf Mannschaften Berufung eingelegt hatten, bekamen in weiterer Folge alle Vereine bis auf Eendracht Aalst die Lizenz für die nachfolgende Saison 2015/16; die Eendracht musste in die zweigleisig ausgetragene belgische Drittklassigkeit absteigen. Dort startete De Man mit dem Team am 12. August in der Gruppe A in die neue Saison.

## Nationalmannschaftskarriere
Bereits im Jahre 2010 lief Preben De Man erstmals für eine belgische Fußballnationalauswahl auf, als er am 16. November bei einem internationalen Freundschaftsspiel gegen die Alterskollegen des Nachbarn Niederlande über eine Halbzeit für die U-15-Mannschaft seines Heimatlandes eingesetzt wurde. Am 3. Mai 2012 folgte ein weiterer U-15-Länderspieleinsatz, eine 2:4-Niederlage gegen Luxemburg, wobei De Man erstmals über die vollen 80. Spielminuten am Rasen stand. Sein Debüt für die belgische U-17-Nationalmannschaft gab De Man am 27. September 2012, nachdem er bereits zwei Tage zuvor in einem Spiel gegen die Ukraine erstmals auf der Ersatzbank gesessen war, in einem Spiel, abermals gegen die Ukraine. In weiterer Folge kam er bis Ende Februar 2013 zu insgesamt sechs U-17-Länderspieleinsätzen, wobei er in insgesamt zehn Partien einberufen wurde und keines seiner sechs Matches über die volle Spieldauer durchbrachte. Auch in der Qualifikation zur U-17-EM 2013 war De Man mit dem Team vertreten, konnte sich allerdings nicht für die Endrunde in der Slowakei qualifizieren.
Zwischen August und September 2013 brachte es der linke Mittelfeldspieler bei fünf Einberufungen zu vier Länderspieleinsätzen für Belgiens U-19-Nationalmannschaft. Dabei gelang ihm bei seinem Debütspiel am 15. August, einem 5:2-Sieg über Tschechien,  in der dritten Minute das Tor zur 1:0-Führung sowie gleichzeitig das erste Tor in einer Nachwuchsauswahl seines Heimatlandes. Am 30. Oktober stand er erstmals für die U-18 Belgiens am Rasen und wurde für diese im Spiel gegen Luxemburg von Gert Verheyen über eine Spielhälfte eingesetzt. Bis zu seinem letzten U-18-Länderspieleinsatz Ende März 2014 kam De Man bei sechs Einberufungen in insgesamt vier Länderspielen zu seinen Einsätzen. Danach wurde er bisher (Stand: 8. August 2015) für keine weitere Nachwuchsauswahl seines Heimatlandes mehr berücksichtigt.

## Erfolge
mit Sporting Lokeren
- Belgischer Fußballpokalsieger: 2013/14
- belgischer Supercup-Finalist: 2014